# Емма Єргенсен
Е́мма О́странн Є́ргенсен, варіанти транслітерації прізвища «Йо́ргенсен» або «Йо́рґенсен» (дан. Emma Aastrand Jørgensen, нар. 30 січня 1996) — данська спортсменка-веслувальниця, що спеціалізується на спринті, олімпійська медалістка.

## Участь у міжнародних змаганнях
Взяла участь у Чемпіонаті світу з веслування 2014 у Москві, де в парі з Генрієтте Гансен змагалася у перегонах байдарок-двійок на дистанції 1000 м. Данські спортсменки виграли золоті медалі.
На Чемпіонаті Європи 2016 у Москві змагалася у перегонах байдарок-одиночок на дистанції 500 м, де завоювала бронзову медаль.
На Олімпійських іграх 2016 у Ріо-де-Жанейро взяла участь одразу в двох змаганнях: у перегонах байдарок-одиночок на дистанції 500 м і перегонах байдарок-четвірок на дистанції 500 м у складі данської команди, куди окрім неї, також входили Генрієтте Гансен, Амалі Томсен та Іда Віллумсен. На першому змаганні Єргенсен посіла друге місце, поступившись угорці Дануті Козак. На змаганнях четвірок данська команда посіла шосте місце у фіналі «А».

## Виступи на Олімпіадах
| Олімпіада           | Дисципліна                    | Місце |
| ------------------- | ----------------------------- | ----- |
| Ріо-де-Жанейро 2016 | байдарка-одиночка, 500 метрів | 2     |
| Ріо-де-Жанейро 2016 | байдарка-четвірка, 500 метрів | 6     |
| Токіо 2020          | байдарка-одиночка, 200 метрів | 3     |
| Токіо 2020          | байдарка-одиночка, 500 метрів | 3     |
| Токіо 2020          | байдарка-четвірка, 500 метрів | 8     |
| Париж 2024          | байдарка-одиночка, 500 метрів | 3     |
| Париж 2024          | байдарка-двійки, 500 метрів   | 17    |

## Зовнішні посилання
- Емма Єргенсен на сайті International Canoe Federation (англійська)
- Емма Єргенсен на сайті Olympics.com (англійська)
- Емма Єргенсен на сайті Olympedia (англійська)

(англ.)